# Parafia Narodzenia Najświętszej Maryi Panny w Gaju
Parafia Narodzenia Najświętszej Maryi Panny w Gaju – rzymskokatolicka parafia znajdująca się w archidiecezji krakowskiej, w dekanacie Mogilany, w Polsce.